# 鎌原正巳
鎌原 正巳（かんばら まさみ、1905年5月14日 - 1976年3月15日）は、日本の作家。

## 生涯
長野県埴科郡松代町（現：長野市）生まれ。松本高等学校文科乙類卒、京都帝国大学文科中退。
早稲田大学出版部にて雑誌編集等に携わる傍ら、1939年に古谷綱武、森三千代らと同人誌『文学草紙』を創刊。
1947年-1966年東京国立博物館に勤務し資料室長となる。
1954年「土佐日記」で芥川賞候補、「曼荼羅」で再度候補。70年文化財功労者となる。

## 著書
- 長城線 六合書院 1943
- 葉桜ごろの女 丹頂書房 1946
- 青春の家 湊書房 1946
- 失敗を成功とせよ 鶴書房 1959
- 電話の正しい話し方聞き方 金園社 1965

## 翻訳
- 白馬の騎手 シュトルム 同和春秋社 1956（世界少年少女名作選集）
- 黄金のつぼ ホフマン 同和春秋社 1956（世界少年少女名作選集）
- カラマーゾフの兄弟 ドストエフスキイ 米川正夫共訳、金の星社 1968（ジュニア版世界の文学）

## 参考
- 芥川賞のすべて、文藝年鑑
- 鎌原 正巳とは - コトバンク